# Dammtjärnen (Gräsmarks socken, Värmland)
Dammtjärnen är en sjö i Sunne kommun i Värmland och ingår i Göta älvs huvudavrinningsområde.